# Grobladsväxter
Grobladsväxter (Plantaginaceae) är en växtfamilj med 90 släkten och cirka 1 700 arter. Länge var Plantaginaceae en ganska liten familj med få släkten förutom kämparna. Sedan undersökningar på molekylärbiologisk nivå blivit möjliga har emellertid ett stort antal släkten förts till familjen. Det gäller framförallt släkten från familjen Schrophulariceae (flenörtsväxter). Exempel på sådana släkten är Veronica, Digitalis, Linaria och Antirrhinum men även släkten från andra familjer, exempelvis bergskrabbor Globularia.